# 村上凌太
村上 凌太（むらかみ りょうた、1992年7月17日 - ）は、香川県高松市出身のハンドボール選手。日本ハンドボールリーグの大崎電気所属。

## 経歴
香川県立香川中央高等学校時代は2009年の全国高等学校ハンドボール選抜大会で優勝し、優秀選手に選ばれた。
2010年は第4回男子ユースアジア選手権の日本代表U-19に選出。
高校卒業後は大阪体育大学へ進学し、2012年の西日本学生選手権大会で特別賞を受賞した。
2014年は西日本学生選手権大会で大会優秀選手に選出。
2015年に日本ハンドボールリーグの大崎電気へ加入。同年は第28回ユニバーシアード競技大会の日本代表に選ばれた。
2018-19年シーズンは7mスロー阻止率賞（.333）のタイトルを獲得した。

## 詳細情報

### 年度別成績
| 年       | チーム   | 試合 | FS 阻止 | 率   | 7m 阻止 | 率   |
| -------- | -------- | ---- | ------- | ---- | ------- | ---- |
| 2015-16  | 大崎電気 | 11   | 72/183  | .393 | 3/13    | .231 |
| 2016-17  | 大崎電気 | 9    | 1/9     | .111 | 0/4     | .000 |
| 2017-18  | 大崎電気 | 16   | 42/125  | .336 | 0/6     | .000 |
| 2018-19  | 大崎電気 | 14   | 36/90   | .400 | 8/24    | .333 |
| JHL：4年 | JHL：4年 | 50   | 151/407 | .371 | 11/47   | .234 |

- 各年度の太字はリーグ最高

### タイトル・表彰

#### 日本ハンドボールリーグ
- 7mスロー阻止率賞：1回 (2018年)

### 背番号
- 16 (2015年 - )

## 代表歴

### 日本代表U-24
- ユニバーシアード競技大会 (2015年)

### 日本代表U-19
- ユースアジア選手権 (2010年)